# 同乐傈僳族民居建筑群
同乐傈僳族民居建筑群位于云南省迪庆藏族自治州德钦县（原属维西傈僳族自治县）叶枝镇同乐村委会同乐大村，地处澜沧江东岸，海拔2210米。村落始建于200余年前，村名“同乐”源于傈僳语“怒妥洛”，意为“傍林近水的山坡”，现有村民129户、586人，均为傈僳族，以余、熊、蜂等姓氏为主。
村落由137栋民居、47栋庄房、7栋水磨房、火房和活动广场组成，占地面积约4.6公顷，总建筑面积约17500平方米，现存最早民居建筑建于200余年前，多数为80至90年前所建。民居集中建于一片南向山坡上，面朝东方，依山势层叠错落布局。民居多属井干式的木楞房，墙体由相互交叉的圆木呈“井”字形摞叠而成，屋顶檩条之间铺设木瓦，上压木条与石块防风。建筑分上下两层，上层为生活区，下层半架空，用于圈养牲畜或堆放农具。除民居建筑外，另有庄房、火房及水磨房等生产性建筑，分布于村落对面山坡及河谷地带。
2012年1月7日，以“同乐傈僳族传统民居建筑群”的名称公布为第七批云南省文物保护单位。2019年10月7日公布为第八批全国重点文物保护单位。